# حیدرآباد (نهبندان)
حیدرآباد روستایی در دهستان نه بخش مرکزی شهرستان نهبندان استان خراسان جنوبی ایران است.
این روستا جنوبی‌ترین نقطه استان خراسان جنوبی از لحاظ مختصات جغرافیایی و مسکونی بودن است.
بر پایه سرشماری عمومی نفوس و مسکن در سال ۱۳۹۰ جمعیت این روستا ۳۸۱ نفر (در ۸۳ خانوار) بوده‌است.